# Fernand Decanali
Fernand Julien Decanali (Marsella, 7 de julio de 1925-Marsella, 9 de enero de 2017) fue un deportista francés que compitió en ciclismo en la modalidad de pista, especialista en la prueba de persecución por equipos.
Participó en los Juegos Olímpicos de Londres 1948, obteniendo una medalla de oro en la prueba de persecución por equipos (junto con Charles Coste, Serge Blusson y Pierre Adam).

## Medallero internacional
| Juegos Olímpicos | Juegos Olímpicos      | Juegos Olímpicos | Juegos Olímpicos        |
| Año              | Lugar                 | Medalla          | Competición             |
| ---------------- | --------------------- | ---------------- | ----------------------- |
| 1948             | Londres (Reino Unido) | Medalla de oro   | Persecución por equipos |